# Podhradí nad Dyjí
Podhradí nad Dyjí település Csehországban, a Znojmói járásban. Podhradí nad Dyjí Uherčice, Korolupy, Starý Petřín, Stálky és Oslnovice településekkel határos. Lakosainak száma 54 fő (2024. január 1.).

## Népesség
A település lakosságának változását az alábbi diagram mutatja:
| Lakosok száma | 441  | 439  | 392  | 204  | 81   | 51   | 52   | 55   | 45   | 54   |
|               | 1869 | 1890 | 1921 | 1950 | 1980 | 2001 | 2017 | 2019 | 2022 | 2024 |